# Гемпстед (округ, Арканзас)
Шаблон:StateAbbr_ 33°44′07″ пн. ш. 93°40′06″ зх. д. / 33.7353° пн. ш. 93.66844° зх. д.
Округ Гемпстед (англ. Hempstead County) — округ (графство) у штаті Арканзас. Ідентифікатор округу 05057.

## Історія
Округ утворений 1818 року.

## Демографія
За даними перепису
2000 року
загальне населення округу становило 23587 осіб, зокрема міського населення було 10540, а сільського — 13047.
Серед мешканців округу чоловіків було 11407, а жінок — 12180. В окрузі було 8959 домогосподарств, 6378 родин, які мешкали в 10166 будинках.
Середній розмір родини становив 3,09.
Віковий розподіл населення поданий у таблиці:
| Стать    | До 15 років | 15-21 | 22-29 | 30-39 | 40-49 | 50-65 | 65-85 | Понад 85 |
| -------- | ----------- | ----- | ----- | ----- | ----- | ----- | ----- | -------- |
| Чоловіки | 2722        | 1282  | 1223  | 1614  | 1522  | 1777  | 1131  | 136      |
| Жінки    | 2579        | 1208  | 1250  | 1613  | 1661  | 1810  | 1691  | 368      |

## Суміжні округи
- Пайк — північ
- Невада — схід
- Лафаєтт — південь
- Міллер — південний захід
- Літтл-Рівер — захід
- Говард — північний захід

## Виноски
1. ↑  U.S. Decennial Census. United States Census Bureau. Архів оригіналу за 26 квітня 2015. Процитовано 26 серпня 2015.
2. ↑  Historical Census Browser. University of Virginia Library. Архів оригіналу за 11 серпня 2012. Процитовано 26 серпня 2015.
3. ↑  Forstall, Richard L., ред. (27 березня 1995). Population of Counties by Decennial Census: 1900 to 1990. United States Census Bureau. Архів оригіналу за 24 вересня 2015. Процитовано 26 серпня 2015.
4. ↑  Census 2000 PHC-T-4. Ranking Tables for Counties: 1990 and 2000 (PDF). United States Census Bureau. 2 квітня 2001. Архів оригіналу (PDF) за 18 грудня 2014. Процитовано 26 серпня 2015.
5. ↑  State & County QuickFacts. United States Census Bureau. Архів оригіналу за 7 червня 2011. Процитовано 21 травня 2014.(англ.) Наведено за англійською вікіпедією.
6. ↑  American FactFinder. Бюро перепису населення США. Архів оригіналу за 21 травня 2008. Процитовано 31 січня 2008.

| США | Це незавершена стаття з географії США. Ви можете допомогти проєкту, виправивши або дописавши її. |